# Erich von Neusser
Erich von Neusser, auch Erich Neusser (* 23. Oktober 1902 in Brünn, Österreich-Ungarn; † 28. August 1957 in Wien, Österreich) war ein österreichischer Filmproduktionsleiter und -produzent.

## Leben
Neusser hatte in Wien die Handelsakademie besucht und war 1924 nach Berlin zur UFA-Schauspielschule gegangen. 1925 wurde er von der UFA übernommen und wirkte dort zunächst als Regieassistent, Aufnahmeleiter (z. B. 1929 bei Die nicht heiraten dürfen und Der Sträfling aus Stambul) und Produktionsassistent, zuletzt unter dem Produzenten Günther Stapenhorst.
Neussers Aufstieg vom Aufnahme- zum Produktionsleiter ging einher mit der Machtübernahme durch die Nationalsozialisten im Januar 1933. Als frühzeitiger Unterstützer der NSDAP sorgte er am 1. April 1933 für die Entfernung des jüdischen Regisseurs Kurt Gerron, der sich inmitten der Dreharbeiten zu dem Film Amor an der Leine befand. Zusammen mit einem anderen Favoriten des neuen Regimes, dem Regisseur Hans Steinhoff, beendete Neusser den Film, der im Juni 1933 als Kind, ich freu’ mich auf Dein Kommen uraufgeführt werden sollte. Infolge Stapenhorsts Weggang nach Großbritannien 1935 nach der Beendigung der Dreharbeiten von Reinhold Schünzels Inszenierung Amphitryon – Aus den Wolken kommt das Glück stieg Erich von Neusser zum UFA-Herstellungsgruppenleiter auf. Zum 1. März 1937 trat er der NSDAP bei (Mitgliedsnummer 3.936.040).
Wenige Monate nach der Annexion Österreichs durch Hitler-Deutschland 1938 kehrte er nach Wien zurück und übernahm den Posten des stellvertretenden Produktionschefs der neugegründeten Wien-Film, für die er, neben klassischen Unterhaltungsproduktionen, auch Gustav Ucickys berühmte Adaption von Puschkins Der Postmeister aber auch dessen Propagandafilm Heimkehr herstellte. 1944 wechselte Erich von Neusser als Herstellungsgruppenleiter zur Prag-Film im deutsch-besetzten Protektorat Böhmen und Mähren.
Zurück in Wien, wurde Neussers erste Nachkriegsarbeit die Beethoven-Biografie Eroica, die er als Produktionsleiter betreute. Wenig später (1950) gründete er, zusammen mit seinem Bruder Fritz Neusser (1903–1971), die eigene Produktionsfirma Neusser-Film GmbH, mit der Neusser ausschließlich Inszenierungen des Regisseurs Franz Antel herstellte. Er wurde am Hietzinger Friedhof bestattet. Das Grab ist bereits aufgelassen.

## Filmografie
- 1933: Morgenrot
- 1933: Kind, ich freu’ mich auf Dein Kommen
- 1933: Flüchtlinge
- 1934: Die Töchter ihrer Exzellenz
- 1934: Prinzessin Turandot
- 1935: Barcarole
- 1935: Amphitryon – Aus den Wolken kommt das Glück
- 1936: Donogoo Tonka
- 1936: Das Mädchen Irene
- 1936: Achtung Kurve (Kurzfilm)
- 1936: Karo-König (Kurzfilm)
- 1936: Patentkunstschloß (Kurzfilm)
- 1936: Ballmutter (Kurzfilm)
- 1936: Die Stimme des Herzens
- 1937: Kleine Nachtkomödie (Kurzfilm)
- 1937: Heinz hustet (Kurzfilm)
- 1937: Die Bombenidee (Kurzfilm)
- 1937: Mein Sohn, der Herr Minister
- 1937: Brillanten
- 1938: Kleiner Mann – ganz groß
- 1938: Gastspiel im Paradies
- 1938: Ein Mädchen geht an Land
- 1939: Frau im Strom
- 1939: Mutterliebe
- 1939: Das jüngste Gericht
- 1940: Donauschiffer
- 1940: Der Postmeister
- 1940: Krambambuli
- 1940: Meine Tochter lebt in Wien
- 1940: Ein Leben lang
- 1941: Heimkehr
- 1941: Brüderlein fein
- 1942: Die heimliche Gräfin
- 1942: Wen die Götter lieben
- 1941–43: Der Wille zum Leben (Dokumentarfilm, UA: 1944)
- 1943: Der weiße Traum
- 1943: Die goldene Fessel
- 1944: Leuchtende Schatten (unvollendet)
- 1949: Eroica
- 1952: Der Mann in der Wanne
- 1952: Der Obersteiger
- 1953: Kaiserwalzer
- 1954: Kaisermanöver
- 1954: Verliebte Leute
- 1955: Spionage
- 1955: Der Kongreß tanzt
- 1956: Symphonie in Gold